# ثنائي مساري نفقي
ثنائي المساري النفقي (بالإنجليزية: Tunnel Diode)‏ ويعرف أيضا باسم صمام إيزاكي وهو نوع من الصمامات الثنائية تكون له مقاومة ظاهرية سالبة ، وذلك بسبب ظاهرة في ميكانيكا الكم تسمى بالنّفْق الكمومي. اخترعه ليو إيساكي في عام 1957 الحاصل على جائزة نوبل في الفيزياء.
أهم مميزات هذا الصمام هو أنه يتصرف كمقاومة سالبة في نطاق معين ولهذه الخاصية عدة تطبيقات في دوائر المذبذبات.

مميزة تيار-توتر لصمام نفقي. لاحظ أن الصمام النفقي يتصرف كمقاومة سالبة في النطاق المحصور بين V1 وV2.

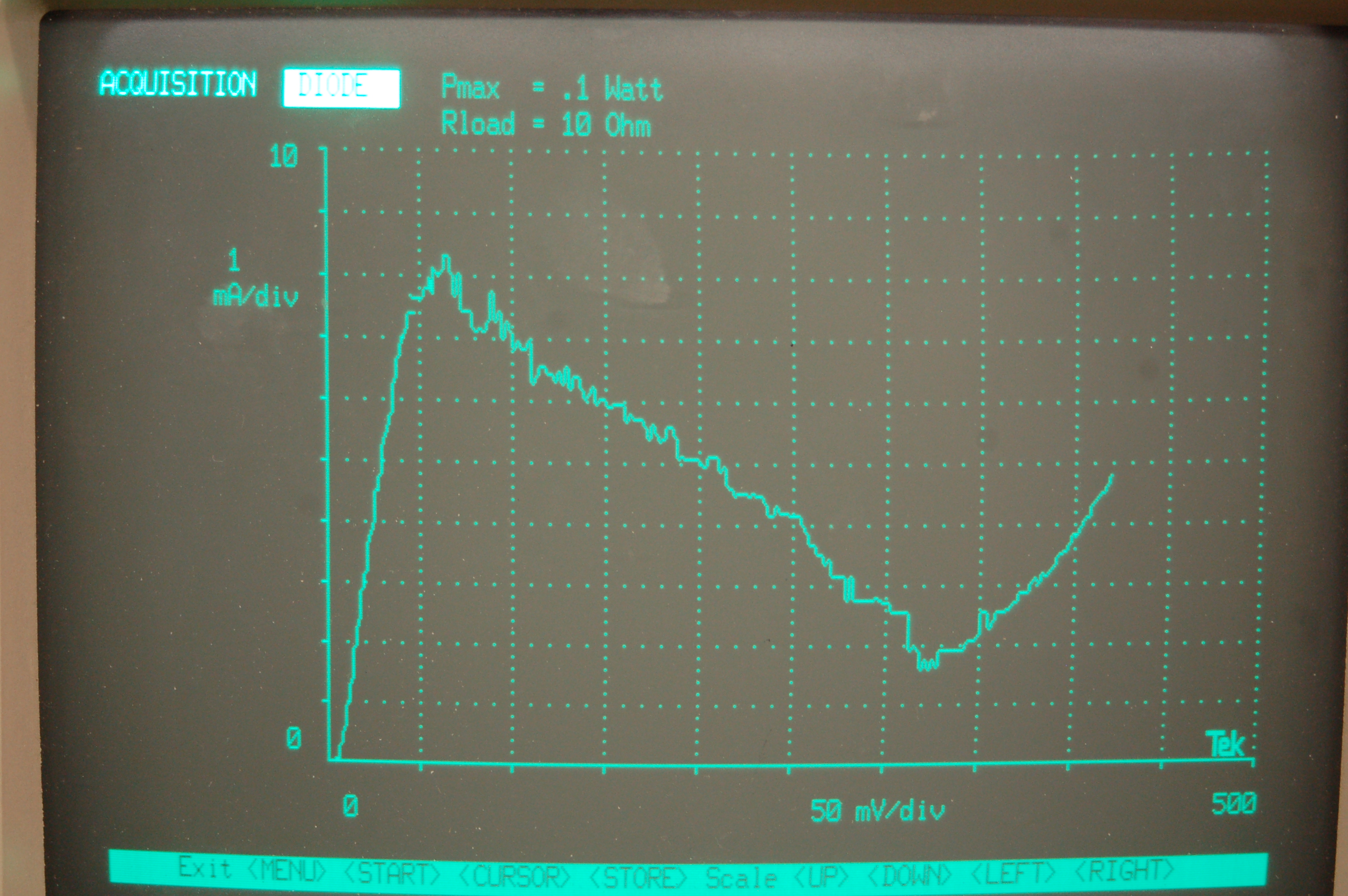
منحنى تيار-توتر لصمام نفقي 10mA من الجرمانيوم